# مايكل وايس
مايكل وايس (بالإنجليزية: Michael Douglas Weiss)‏ هو صحفي وصحفي سياسي أمريكي، ولد في 1950 في نيويورك في الولايات المتحدة.

## مؤلفاته
- داعش: داخل جيش الرعب، بالاشتراك مع حسن حسن.